# Dasineura symphyti
Dasineura symphyti är en tvåvingeart som först beskrevs av Ewald Rübsaamen 1892.  Dasineura symphyti ingår i släktet Dasineura och familjen gallmyggor. Inga underarter finns listade i Catalogue of Life.